# TVes
테베스 (TVes)는 Fundación Televisora Venezolana Social 이 운영하고 주로 베네수엘라 정부가 후원하는 공영 TV 방송국이다. 2007년 5월 28일 월요일 00:20 GMT-4에 채널 2(무료 방송), Intercable 및 Supercable의 채널 10, 채널 104(다이렉TV, 인공위성)에서 처음 방영되었다. RCTV (Radio Caracas Televisión)방송국이 채널 운영 허가가 만료되어 정부에 의해 갱신되지 않은 7월 29일 일요일에 사용한 것과 동일한 채널이다. 본부는 카라카스 시에 있다. 처음에는 프로그래밍 시간이 8시간이지만 현재 프로그래밍 시간은 6개월에 걸쳐 점차적으로 24시간으로 늘어난다.
테베스는 드라마, 다큐멘터리 영화, 예능 등 독립된 국민 프로듀서의 텔레비전 프로그램, 방송 프로그램을 제작하지 않는다. 모두 문화적으로 중요하다.

## 역사
TV의 역사는 2006년 12월에 시작된다.우고 차베스는 그의 연설 중 하나에서 RCTV 양허권이 갱신되지 않을 것이라고 밝혔다. 나중에 그는 또 다른 연설에서 채널 2를 운영하는 다른 방송국이 될 것이라고 말했다. RCTV가 전송 장비를 정부에 판매할 것이라는 추측을 포함해 다른 공식 목소리도 비슷한 의견을 표명했다. 채널을 운영하기 위해 설립된 법인은 라디오 매체와 연결된 릴 로드리게스가 회장을 맡은 재단이다.
미주인권위원회, 미주언론협회 등 많은 국제기구는 RCTV의 양허 갱신 거부를. 휴고 차베스의 반대 측은 표현의 자유와 다원주의에 대한 공격이 될 것이라고 주장한다. 그러나 정부 지지자들은 진정으로 모든 사람에게 서비스를 제공할 수 있는 방송사의 탄생을 환영한다.

### 연대기
TV는 오전 0시 49분(GMT-4)에 구스타보 두다멜 이 지휘하는 Orquesta Sinfónica Infantil이 연주하는 베네수엘라 국가 와 함께 방송되었고 나중에 프로그래밍 내용에 대한 소개 비디오로 방송을 시작했다. 이 정보가 전송된 직후 이 채널의 시작을 축하하는 행위가 표시된다.
TV에서는 문화 및 스포츠 프로그램이 방송되고 있으며 국내 및 국제 영화도 상영된다. TVes에는 취재팀이 있고 마이크는 카라카스의 인터뷰와 장소에서 볼 수 있다. 채널 2를 통해 베네수엘라 전역에 방송된다. 일부 내륙 도시와 라과이라 에서는 채널 46과 52에서도 신호가 방송된다.

## 일정
테베스는 일부 국내 신문과 웹사이트에 일정을 게재하고 있으며 곧 방영될 프로그램을 방영하고 있다. 데뷔하는 일부 프로그램은 다음과 같다.
- TVes notícias.
- TVes al día
- Sábado de Corazón
- TVes al mañana
- Con el mazo dando (reprise de VTV)
- O outro lado do esporte.
- O natural.
- "Son-risas y carcajadas"
- Filmes variados (de origem nacional e internacional).
- "Comiquitas".
- Documentários.
- Produções independentes.
- Programas básicos (de esporte, entretenimento, entre outros).
- Outras produções.

## 같이 보기
- RCTV